# NGC 7157
NGC 7157 је спирална галаксија у сазвежђу Јужна риба која се налази на NGC листи објеката дубоког неба.
Деклинација објекта је - 25° 21' 3" а ректасцензија 21h 56m 56,7s. Привидна величина (магнитуда) објекта NGC 7157 износи 14,1 а фотографска магнитуда 15,0. NGC 7157 је још познат и под ознакама ESO 532-3, MCG -4-51-15, AM 2154-253, PGC 67693.